# Lucuidonenses
Los lucuidonenses fueron una antigua tribu de Cerdeña.

## Historia
Descrito este antiguo pueblo por Ptolomeo (III, 3), los lucuidonenses habitaban al sur de otros pueblos, los carenses y los cunusitani y al norte de los aesaronenses.